# Ashland (Maine, statisztikai település)
Ashland statisztikai település az USA Maine államában, Aroostook megyében. Lakosainak száma 639 fő (2020. április 1.).

## Népesség
A település népességének változása:

| 2010 | 709 |
| 2020 | 639 |